# Tybalmia pupillata
Tybalmia pupillata är en skalbaggsart som först beskrevs av Francis Polkinghorne Pascoe 1859.  Tybalmia pupillata ingår i släktet Tybalmia och familjen långhorningar.
Artens utbredningsområde är:
- Guyana.
- Surinam.

Inga underarter finns listade i Catalogue of Life.